# 隘寮之戰
隘寮之戰，是台灣魯凱族好茶部落傳說中一場由舊好茶部落跟屏東縣內埔鄉的排灣族之間所爆發的一場戰爭，好茶部落因為頭目的行為失當而在這場戰爭中大敗，並且與該地區的排灣族部落陷入長時間的敵對狀態。

## 背景
過去好茶部落和隘寮溪中下游地區的排灣族部落之間長期保持著敵意，雙方之間的關係相當緊張，因此每次好茶部落的族人想要下山做生意時，都必須長途跋涉、花七天的時間往返當地居民對他們相當友善的台東市地區，由於非常麻煩，因此舊好茶部落試著緩和並化解他們和隘寮地區的排灣族之間的關係，為此他們由大頭目古阿勒．巴池可勒（Koale-pachekele）和平民出身的長老古散．都答力毛（kozan-thodalhimao）組織了一支四十多人的團體以採購必需品的名義前往隘寮地區查看當地居民對自己心態。

## 戰爭過程

### 爆發衝突
抵達了隘寮地區今天的七落水圳附近的聚落後，古阿勒和古散便感受到當地對他們仍有不小的敵意，因此儘管是在宣布解散各自去買東西後，他們也隨時保持著警戒。然而，真正爆發戰事的原因，卻是當地的兩名女子背著東西經過他們面前時，因為不小心把地上的積水潑到古阿勒身上，導致他一怒之下殺了其中一名女子，引發附近一帶的排灣族眾怒而對好茶部落的族人發動攻擊。

### 逃亡
受到攻擊的魯凱族人立刻集結起來往部落的方向逃，並且由其中一位名叫特得散．阿魯拉登（tedresan-aruladan）的人揹著鐵鍋在後方押尾並朝後方射箭保護族人，還社死了一個騎著白馬的敵人，然而，他們卻始終無法甩掉追兵，反而即將被追上，因此巴沙克尼家的兄弟：巴格特拉斯和布拉路丹決定留下來斷後，其中哥哥巴格特拉斯死於敵軍的箭雨下；布拉路丹則為了避免哥哥的頭被敵人取走而帶著屍體往後撤，但眼看逃不掉之下，他便停下腳步、以差在哥哥身上的箭來回擊敵軍，最後死在敵人的手中。
另一方面，持續逃亡的隊伍原本打算先逃到以援助他人著名的瑪家部落（排灣語：Makazayazaya，位於今屏東縣瑪家鄉瑪家村）尋求庇護，然而當他們抵達瑪家部落門口時，卻看到先行跑來知會的夥伴慈茉勒賽（chemelhesal）已經被獵首並且掛在部落大門前，知道瑪家部落拒絕了他們的要求，只好繼續逃亡，最後才好不容易逃回了舊好茶部落。

### 後續
當知道巴沙克尼家兩兄弟的遭遇後，好茶部落的族人都十分悲痛，並且被他們偉大的兄弟情感所感動，另一方面，族人也因為這件事而持續與隘寮地區的居民保持敵對狀態；而對於古阿勒和古散，就連後來好茶部落的族人也都認為他們是造成悲劇的罪魁禍首。